# Seznam dílů seriálu Misfits: Zmetci
Toto je seznam dílů seriálu Misfits: Zmetci. Britský sci-fi televizní seriál Misfits: Zmetci měl premiéru na stanici Channel 4.

## Přehled řad
| Řada | Díly | Premiéra v VB      | Premiéra v VB     | Premiéra v ČR    | Premiéra v ČR    |
| Řada | Díly | První díl          | Poslední díl      | První díl        | Poslední díl     |
| ---- | ---- | ------------------ | ----------------- | ---------------- | ---------------- |
| 1    | 6    | 12. listopadu 2009 | 17. prosince 2009 | 25. února 2012   | 18. března 2012  |
| 2    | 7    | 11. listopadu 2010 | 19. prosince 2010 | 25. března 2012  | 13. května 2012  |
| 3    | 8    | 30. října 2011     | 18. prosince 2011 | 20. května 2012  | 8. července 2012 |
| 4    | 8    | 28. října 2012     | 16. prosince 2012 | 8. července 2013 | 26. srpna 2013   |
| 5    | 8    | 23. října 2013     | 11. prosince 2013 | 26. dubna 2015   | 14. června 2015  |

## Seznam dílů

### První řada (2009)
| Č. v seriálu | Č. v řadě | Původní název | Režie      | Scénář         | Premiéra v VB      | Premiéra v ČR   |
| ------------ | --------- | ------------- | ---------- | -------------- | ------------------ | --------------- |
| 1            | 1         | Episode One   | Tom Green  | Howard Overman | 12. listopadu 2009 | 25. února 2012  |
| 2            | 2         | Episode Two   | Tom Green  | Howard Overman | 19. listopadu 2009 | 25. února 2012  |
| 3            | 3         | Episode Three | Tom Harper | Howard Overman | 26. listopadu 2009 | 26. února 2012  |
| 4            | 4         | Episode Four  | Tom Green  | Howard Overman | 3. prosince 2009   | 4. března 2012  |
| 5            | 5         | Episode Five  | Tom Harper | Howard Overman | 10. prosince 2009  | 11. března 2012 |
| 6            | 6         | Episode Six   | Tom Harper | Howard Overman | 17. prosince 2009  | 18. března 2012 |

### Druhá řada (2010)
| Č. v seriálu | Č. v řadě | Původní název                     | Režie       | Scénář         | Premiéra v VB      | Premiéra v ČR   |
| ------------ | --------- | --------------------------------- | ----------- | -------------- | ------------------ | --------------- |
| 7            | 1         | Episode One                       | Tom Green   | Howard Overman | 11. listopadu 2010 | 25. března 2012 |
| 8            | 2         | Episode Two                       | Tom Green   | Howard Overman | 18. listopadu 2010 | 8. dubna 2012   |
| 9            | 3         | Episode Three                     | Tom Green   | Howard Overman | 25. listopadu 2010 | 15. dubna 2012  |
| 10           | 4         | Episode Four                      | Owen Harris | Howard Overman | 2. prosince 2010   | 22. dubna 2012  |
| 11           | 5         | Episode Five                      | Owen Harris | Howard Overman | 9. prosince 2010   | 29. dubna 2012  |
| 12           | 6         | Episode Six                       | Owen Harris | Howard Overman | 16. prosince 2010  | 6. května 2012  |
| 13           | 7         | Christmas Special (Episode Seven) | Tom Harper  | Howard Overman | 19. prosince 2010  | 13. května 2012 |

### Třetí řada (2011)
| Č. v seriálu | Č. v řadě | Původní název | Režie                             | Scénář                                              | Premiéra v VB      | Premiéra v ČR    |
| ------------ | --------- | ------------- | --------------------------------- | --------------------------------------------------- | ------------------ | ---------------- |
| –            | –         | Vegas Baby!   | Jonathan van Tulleken             | Howard Overman                                      | 15. září 2011      | nebylo vysíláno  |
| 14           | 1         | Episode One   | Wayne Che Yip a Alex Garcia Lopez | Howard Overman                                      | 30. října 2011     | 20. května 2012  |
| 15           | 2         | Episode Two   | Wayne Che Yip a Alex Garcia Lopez | Howard Overman                                      | 6. listopadu 2011  | 27. května 2012  |
| 16           | 3         | Episode Three | Will Sinclair                     | Howard Overman                                      | 13. listopadu 2011 | 3. června 2012   |
| 17           | 4         | Episode Four  | Wayne Che Yip a Alex Garcia Lopez | Howard Overman                                      | 20. listopadu 2011 | 10. června 2012  |
| 18           | 5         | Episode Five  | Will Sinclair                     | námět: Jon Brown a Howard Overman scénář: Jon Brown | 27. listopadu 2011 | 17. června 2012  |
| 19           | 6         | Episode Six   | Jonathan van Tulleken             | námět: Jon Brown a Howard Overman scénář: Jon Brown | 4. prosince 2011   | 24. června 2012  |
| –            | –         | Erazer        | Al Mackay                         | Chris Coghill                                       | 4. prosince 2011   | nebylo vysíláno  |
| 20           | 7         | Episode Seven | Will Sinclair                     | Howard Overman                                      | 11. prosince 2011  | 1. července 2012 |
| 21           | 8         | Episode Eight | Jonathan van Tulleken             | Howard Overman                                      | 18. prosince 2011  | 8. července 2012 |

### Čtvrtá řada (2012)
| Č. v seriálu | Č. v řadě | Původní název | Režie                 | Scénář         | Premiéra v VB      | Premiéra v ČR     |
| ------------ | --------- | ------------- | --------------------- | -------------- | ------------------ | ----------------- |
| 22           | 1         | Episode One   | Nirpal Bhogal         | Howard Overman | 28. prosince 2012  | 8. července 2013  |
| 23           | 2         | Episode Two   | Nirpal Bhogal         | Howard Overman | 4. listopadu 2012  | 15. července 2013 |
| 24           | 3         | Episode Three | Nirpal Bhogal         | Howard Overman | 11. listopadu 2012 | 22. července 2013 |
| 25           | 4         | Episode Four  | Jonathan van Tulleken | Howard Overman | 18. listopadu 2012 | 29. července 2013 |
| 26           | 5         | Episode Five  | Jonathan van Tulleken | Howard Overman | 25. listopadu 2012 | 5. srpna 2013     |
| 27           | 6         | Episode Six   | Jonathan van Tulleken | Jon Brown      | 2. prosince 2012   | 12. srpna 2013    |
| 28           | 7         | Episode Seven | Dusan Lazarevic       | Jon Brown      | 9. prosince 2012   | 19. srpna 2013    |
| 29           | 8         | Episode Eight | Dusan Lazarevic       | Howard Overman | 16. prosince 2012  | 26. srpna 2013    |

### Pátá řada (2013)
| Č. v seriálu | Č. v řadě | Původní název | Režie            | Scénář         | Premiéra v VB      | Premiéra v ČR   |
| ------------ | --------- | ------------- | ---------------- | -------------- | ------------------ | --------------- |
| 30           | 1         | Episode One   | William McGregor | Howard Overman | 23. října 2013     | 26. dubna 2015  |
| 31           | 2         | Episode Two   | William McGregor | Howard Overman | 30. října 2013     | 3. května 2015  |
| 32           | 3         | Episode Three | William McGregor | Howard Overman | 6. listopadu 2013  | 10. května 2015 |
| 33           | 4         | Episode Four  | Lawrence Gough   | Jon Brown      | 13. listopadu 2013 | 17. května 2015 |
| 34           | 5         | Episode Five  | Lawrence Gough   | Howard Overman | 20. listopadu 2013 | 24. května 2015 |
| 35           | 6         | Episode Six   | Lewis Arnold     | Howard Overman | 27. listopadu 2013 | 31. května 2015 |
| 36           | 7         | Episode Seven | Lewis Arnold     | Jon Brown      | 4. prosince 2013   | 7. června 2015  |
| 37           | 8         | Episode Eight | Wayne Yip        | Howard Overman | 11. prosince 2013  | 14. června 2015 |